# 八王子市立の小学校一覧
八王子市立の小学校一覧（はちおうじしりつのしょうがっこういちらん）は、東京都八王子市によって設立運営されている小学校の数が、2007年4月1日現在、計70校と多いため、50音順に並べ、分類したものである。

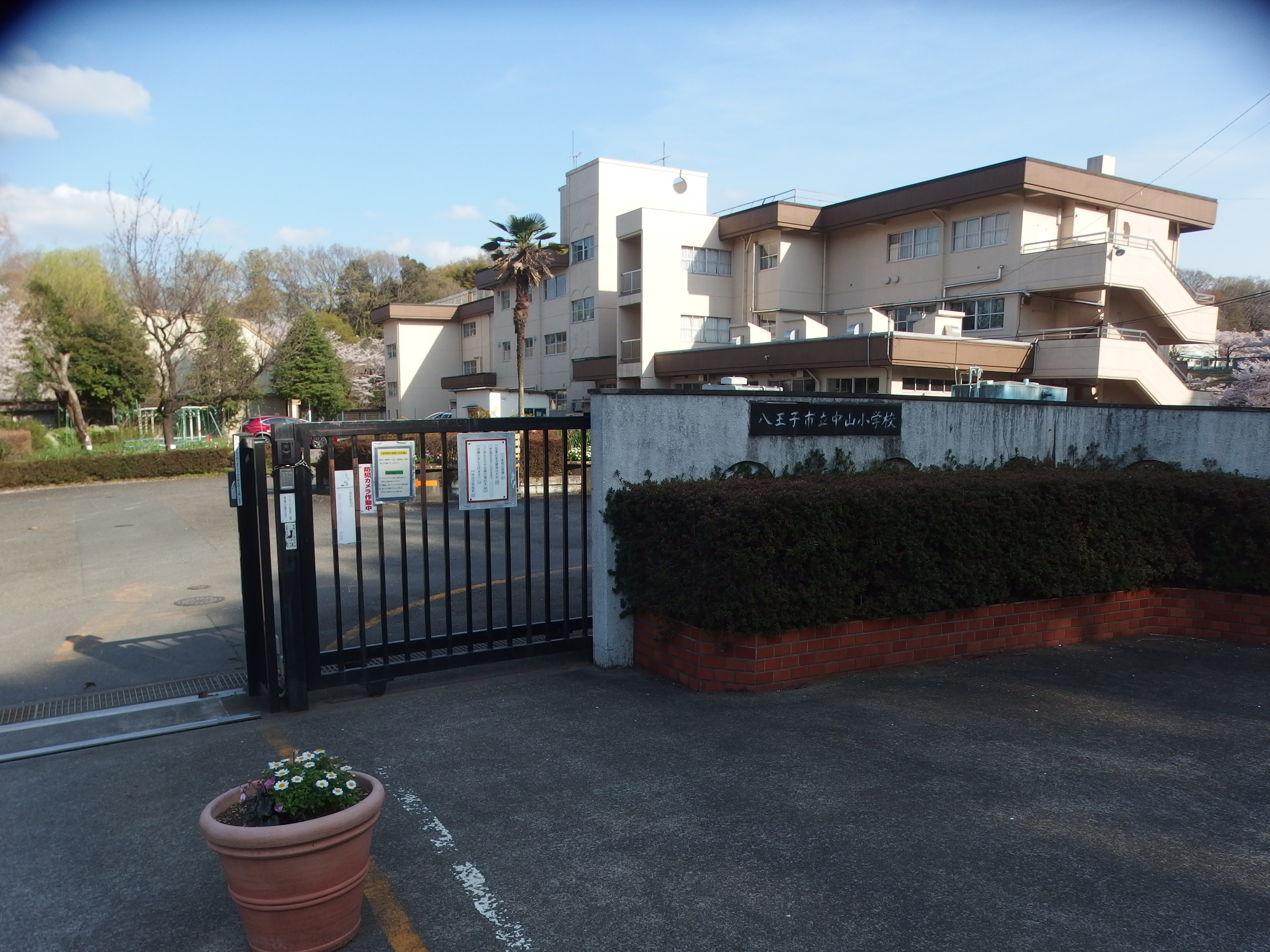

## 公立

### 公立
- 八王子市立秋葉台小学校（アキバダイ）
- 八王子市立浅川小学校（アサカワ）
- 八王子市立愛宕小学校（アタゴ）
- 八王子市立いずみの森義務教育学校（イズミノモリ）[1]
（小中一貫校・きこえとことばの教室併設校)
- 八王子市立宇津木台小学校（ウツキダイ）
- 八王子市立大和田小学校（オオワダ）
- 八王子市立恩方第一小学校（オンガタダイイチ）
- 八王子市立恩方第二小学校（オンガタダイニ）
- 八王子市立鹿島小学校（カシマ）
- 八王子市立柏木小学校（カシワギ）
（ことばの教室併設校)
- 八王子市立加住小中学校（カスミ）
（小中一貫校）
- 八王子市立片倉台小学校（カタクラダイ）
- 八王子市立上壱分方小学校（カミイチブカタ）
（ことばの教室併設校)
- 八王子市立上川口小学校（カミカワグチ）
- 八王子市立上柚木小学校（カミユギ）
- 八王子市立川口小学校（カワグチ）
- 八王子市立椚田小学校（クヌギダ）
- 八王子市立小宮小学校（コミヤ）
- 八王子市立散田小学校（サンダ）
- 八王子市立清水小学校（シミズ）
- 八王子市立下柚木小学校（シモユギ）
- 八王子市立城山小学校（シロヤマ）
- 八王子市立高尾山学園（タカオサンガクエン）
（小中一貫校・不登校特例校）
- 八王子市立高倉小学校（タカクラ）
- 八王子市立高嶺小学校（タカネ）
- 八王子市立館小中学校（タテ）
（小中一貫校）
- 八王子市立第一小学校(ダイイチ)
- 八王子市立第二小学校（ダイニ）
- 八王子市立第三小学校（ダイサン）
- 八王子市立第四小学校（ダイヨン）
（きこえとことばの教室併設校)
- 八王子市立第五小学校（ダイゴ）
- 八王子市立第七小学校（ダイシチ）
- 八王子市立第八小学校（ダイハチ）
- 八王子市立第九小学校（ダイク）
- 八王子市立第十小学校（ダイジュウ）
- 八王子市立陶鎔小学校（トウヨウ）
- 八王子市立中野北小学校（ナカノキタ）
- 八王子市立中山小学校（ナカヤマ）
- 八王子市立長池小学校（ナガイケ）
- 八王子市立長沼小学校（ナガヌマ）
- 八王子市立長房小学校（ナガブサ）
- 八王子市立七国小学校（ナナクニ）
- 八王子市立楢原小学校（ナラハラ）
- 八王子市立弐分方小学校（ニブカタ）
- 八王子市立東浅川小学校（ヒガシアサカワ）
- 八王子市立船田小学校（フネダ）
- 八王子市立別所小学校（ベッショ）
- 八王子市立松枝小学校（マツエ）
- 八王子市立松が谷小学校（マツガヤ）
- 八王子市立松木小学校（マツギ）
- 八王子市立緑が丘小学校（ミドリガオカ）
- 八王子市立南大沢小学校（ミナミオオサワ）
- 八王子市立みなみ野小中学校（ミナミノ）
（小中一貫校）
- 八王子市立みなみ野君田小学校（ミナミノキミダ）
- 八王子市立宮上小学校（ミヤカミ）
- 八王子市立美山小学校（ミヤマ）
- 八王子市立元八王子小学校（モトハチオウジ）
- 八王子市立元八王子東小学校（モトハチオウジヒガシ）
- 八王子市立元木小学校（モトキ）
- 八王子市立山田小学校（ヤマタ）
- 八王子市立鑓水小学校（ヤリミズ）
- 八王子市立由井第一小学校（ユイダイイチ）
（日本語学級開設校）[2]
- 八王子市立由井第二小学校（ユイダイニ）
- 八王子市立由井第三小学校（ユイダイサン）
- 八王子市立由木中央小学校（ユギチュウオウ）
- 八王子市立由木西小学校（ユギニシ）
- 八王子市立由木東小学校（ユギヒガシ）
- 八王子市立横川小学校（ヨコカワ）
- 八王子市立横山第一小学校（ヨコヤマダイイチ）
- 八王子市立横山第二小学校（ヨコヤマダイニ）

### 閉校した小学校
- 八王子市立浅川小学校案内分校（2002年閉校）
- 八王子市立浅川小学校上長房分校（2007年閉校）
- 八王子市立稲荷山小学校（2004年閉校）
- 八王子市立上館小学校（2002年殿入小学校と統合し、跡地に館小学校開校）
- 八王子市立三本松小学校（2004年八王子市立松が谷小学校に統合）
- 八王子市立第六小学校（2012年八王子市立第三中学校と統合し八王子市立いずみの森義務教育学校を開校）
- 八王子市立館小学校（2011年八王子市立館中学校と統合し八王子市立館小中学校を開校）
- 八王子市立寺田小学校（2004年稲荷山小学校と統合し、跡地に八王子市立緑ヶ丘小学校を開校）
- 八王子市立殿入小学校（2002年閉校）
（2004年跡地に不登校特例校八王子市立高尾山学園を新設）
- 八王子市立みなみ野小学校（2009年八王子市立みなみ野中学校と統合し八王子市立みなみ野小中学校を開校）